# Граф F26A
Граф F26A — симметричный двудольный кубический граф с 26 вершинами и 39 рёбрами.
Хроматическое число графа равно 2, хроматический индекс равен 3, диаметр и радиус равны 5, а обхват равен 6. Граф является вершинно 3-связным и рёберно 3-связным.
Граф F26A является гамильтоновым и может быть описан в LCF-нотации как [−7, 7]13.

## Алгебраические свойства
Группа автоморфизмов графа F26A является группой с порядком 78. Группа действует транзитивно на вершинах, на рёбрах и на дугах графа, поэтому граф F26A является симметричным (хотя он не является дистанционно-транзитивным). Граф имеет автоморфизмы, которые переводят любую вершину в любую другую вершину и любое ребро в  любое другое ребро. Согласно списку Фостера граф F26A является единственным кубическим симметричным графом с 26 вершинами. Граф является также графом Кэли для диэдральной группы D26, генерируемой a, ab и ab4,  
где 
{\displaystyle D_{26}=\langle a,b|a^{2}=b^{13}=1,aba=b^{-1}\rangle .}
Граф F26A является наименьшим кубическим графом, в котором группа автоморфизмов действует регулярно на дуги (то есть на рёбра, которым приписаны направления).
Характеристический многочлен графа F26A равен
{\displaystyle (x-3)(x+3)(x^{4}-5x^{2}+3)^{6}.\,}

## Другие свойства
Граф F26A можно вложить в виде хиральной правильной карты в тор с 13 шестиугольными гранями.

## Галерея

Хроматическое число графа F26A равно 2.
Хроматический индекс графа F26A равен 3.
Альтернативный рисунок графа F26A.
Вложение графа F26A в тор.